# Moreju
Moreju (rusky Морею) je řeka v Něneckém autonomním okruhu v Archangelské oblasti v Rusku. Je 272 km dlouhá. Povodí má rozlohu 4530 km².

## Průběh toku
Protéká Bolšezemelskou tundrou a její koryto je členité. V jejím povodí je mnoho jezer. Ústí do Chajpudyrské zátoky Barentsova moře.

## Vodní stav
Zdrojem vody jsou sněhové a dešťové srážky.